# Solona, Sălaj
Solona (în maghiară Szalonnapatak, alternativ Nagyszalonna) este un sat în comuna Surduc din județul Sălaj, Transilvania, România. Localitatea este amplasată în partea central-estică a județului Sălaj.
Prima atestare documentară a localității provine din anul 1554, când satul apare sub numele de Zalonna. Conform recensământului populației României din anul 2011, localitatea avea la acea dată 236 de locuitori.